# Моё обещание тебе (телесериал, 2015)
«Мое обещание тебе» (англ. Pangako Sa 'Yo) — филиппинский телесериал, в главных ролях: Кэтрин Бернардо, Даниэль Падилья, Джоди Санта Мария, Анжелика Панганибан и Иэн Венерасьон. Шоу является перезапуском одноимённого телесериала 2000—2002 годов. Он транслировался на ABS-CBN с 25 мая 2015 по 12 февраля 2016 года.

## Сюжет
События крутятся вокруг влюбленных Инны Макаспак и Анджело Буэнависта. Однако в их отношения неожиданно вмешались события 20-летней давности между их родителями  Амором де Хесусом и Эдуардо Буэнавистой.
К сожалению, любовь Амора и Эдуардо была разрушена из-за жадности, амбиций и лжи. Амор возвращается на Филиппины как Амор Пауэрс и клянется отомстить семье Буэнависта, в том числе их родной дочери Инне. Тем временем мадам Клаудия, мать Анджело, сделает все, чтобы разрушить отношения Ины и Анджело и превратить жизнь Инны в кошмар.

## В ролях
- Кэтрин Бернардо — Мария Амор де Хесус / Инна Макаспак
- Даниэль Падилья — Анхело Буэнависта
- Джоди Санта Мария — Амор де Хесус / Амор Пауэрс
- Анжелика Панганибан — Клаудия Саламеда / Грета Барсиал
- Иэн Венерасьон — Эдуардо Буэнависта

## Награды и номинации
| Год  | Награда                                  | Категория                                                          | Получатель                              | Результат | Примечание           |
| ---- | ---------------------------------------- | ------------------------------------------------------------------ | --------------------------------------- | --------- | -------------------- |
| 2015 | 1st GIC Innovation Awards for Television | Самая инновационная актриса                                        | Джоди Санта Мария                       | Номинация | [ 8 ] [ 9 ]          |
| 2015 | 29th PMPC Star Awards for Television     | Лучший драматический актер                                         | Даниэль Падилья                         | Номинация | [ 10 ]               |
| 2015 | 29th PMPC Star Awards for Television     | Лучшая драматическая актриса                                       | Анжелика Панганибан                     | Номинация | [ 10 ]               |
| 2015 | 29th PMPC Star Awards for Television     | Лучшая драматическая актриса                                       | Джоди Санта Мария                       | Номинация | [ 10 ]               |
| 2015 | 29th PMPC Star Awards for Television     | Лучший актер второго плана                                         | Ронни Лазаро                            | Номинация | [ 10 ]               |
| 2015 | 29th PMPC Star Awards for Television     | Лучшая актриса второго плана                                       | Ами Австрия Вентура                     | Номинация | [ 10 ]               |
| 2015 | 1st RAWR Awards                          | Телевизионное шоу года                                             | Мое обещание тебе                       | Номинация | [ 11 ] [ 12 ] [ 13 ] |
| 2015 | 1st RAWR Awards                          | Персонаж года (Амор Пауэрс)                                        | Джоди Санта Мария                       | Номинация | [ 11 ] [ 12 ] [ 13 ] |
| 2015 | 1st RAWR Awards                          | Персонаж года (Клаудия Саламеда)                                   | Angelica Panganiban                     | Номинация | [ 11 ] [ 12 ] [ 13 ] |
| 2015 | 1st RAWR Awards                          | Цитата года Matitikman ninyo ang batas ng isang api! – Амор Пауэрс | Джоди Санта Мария                       | Номинация | [ 11 ] [ 12 ] [ 13 ] |
| 2015 | 6th TV Series Craze Awards               | Ведущая леди года                                                  | Джоди Санта Мария                       | Победа    | [ 14 ]               |
| 2015 | 6th TV Series Craze Awards               | Ведущий человек года                                               | Ian Veneracion                          | Победа    | [ 14 ]               |
| 2016 | 2016 Gawad Tanglaw Awards                | Лучшее выступление актрисы (сериал)                                | Джоди Санта Мария                       | Победа    | [ 15 ]               |
| 2016 | 2016 International Emmy Awards           | Международная премия Эмми за лучшую женскую роль                   | Джоди Санта Мария                       | Номинация | [ 16 ]               |
| 2016 | PUSH Award                               | Популярное телевизионное представление                             | Джоди Санта Мария и Анжелика Панганибан | Номинация | [ 17 ]               |
| 2016 | 2nd RAWR Awards                          | Телевизионное шоу года                                             | Мое обещание тебе                       | Победа    | [ 18 ]               |